# Kanton Limoges-Puy-las-Rodas
Kanton Limoges-Puy-las-Rodas (francouzsky Canton de Limoges-Puy-las-Rodas) je francouzský kanton v departementu Haute-Vienne v regionu Limousin. Tvoří ho pouze část města Limoges.